# Grassthorpe
Grassthorpe est un village du Nottinghamshire, en Angleterre.